# Aderus rubripennis
Aderus rubripennis es una especie de coleóptero de la familia Aderidae. Fue descrita científicamente por Maurice Pic en 1907.

## Distribución geográfica
Habita en Colombia.